# 塞古西诺
塞古西诺（義大利語：Segusino）是意大利威尼托大区特雷维索省的一个市镇。总面积18.14平方公里，人口1995人，人口密度110.0人/平方公里（2009年）。国家统计（ISTAT）代码为026079。

## 友好城市
- 墨西哥奇皮洛 1982年
- 法國圣若里 1997年